# Narcos: Mexico
Narcos: Mexico és una sèrie estatunidenca sobre el crim creada i produïda per Carlo Bernard i Doug Miro. La sèrie es va estrenar a Netflix el 2018.
Originalment pretesa com la quarta temporada de la sèrie original Netflix Narcos, es va desenvolupar com una sèrie en paral·lel dedicada al comerç il·legal de drogues a Mèxic, mentre que la sèrie original es va centrar en el tràfic de drogues il·legals a Colòmbia.

## Repartiment
- Michael Peña com a Kiki Camarena
- Diego Luna com a Félix Gallardo
- Mat Letscher com a James Kuykendall
- Tenoch Huerta com a Rafael Caro Quintero
- Joaquín Cosío com a Ernesto "Don Neto" Fonseca Carrillo
- Teresa Ruiz com a Isabella Bautista
- Alyssa Diaz com a Mika Camarena
- José María Yazpik com a Amado Carrillo Fuentes
- Alejandro Edda com a Joaquín "El Chapo" Guzmán
- Aaron Staton com a Butch Sears
- Alfonso Dosal com a Benjamín Arellano Félix
- Clark Freeman com a Ed Heath
- Ernesto Alterio com a Salvador Osuna Nava
- Fermin Martinez com a Juan José "El Azul" Esparragoza Moreno
- Fernanda Urrejola com a Maria Elvira
- Gerardo Taracena com a Pablo Acosta
- Gorka Lasaosa com a Hector Palma
- Guillermo Villegas com a Sammy Alvarez
- Horacio Garcia Rojas com a Tomas Morlet
- Jackie Earle Haley com a Jim Ferguson
- Lenny Jacobson com a Roger Knapp
- Manuel Masalva com a Ramón Arellano Félix
- Tessa Ia com a Sofia Conesa
- Yul Vazquez com a John Gavin